# Radio-Televizija Vojvodine
Radio-Televizija Vojvodine (en cirílico Радио-телевизија Војводине o PTB; traducido como Radiotelevisión de Voivodina) es la organización de radiodifusión pública de Voivodina (Serbia). Fue fundado en 2006 tras la división de Radio-Televizija Srbije en dos grupos: la RTS serbia y la RTV voivodina.

## Historia
La provincia autónoma de Voivodina contaba con un servicio público de radio y televisión desde 1949, Radio Televizija Novi Sad (RTNS), integrado en la Radio Televisión Yugoslava. Las emisiones de radio se iniciaron el 29 de noviembre del mismo año, mientras que la televisión no se puso en marcha hasta el 26 de noviembre de 1975. La situación se mantuvo hasta 1992, cuando Slobodan Milošević asumió el gobierno de Serbia y centralizó los servicios provinciales en un solo ente de nueva creación, Radio-Televizija Srbije (RTS) con sede en Belgrado.
Novi Sad mantuvo sus centros de producción bajo dependencia de RTS. En 1999 la sede de la televisión situada en el barrio de Mišeluk fue bombardeada por las fuerzas de la OTAN durante la Guerra de Kosovo, así que la radiodifusora no pudo emitir durante varias semanas. Al terminar el conflicto se trasladó a un nuevo edificio en el centro de la ciudad, el barrio de Stari Grad.
En mayo de 2006 se decretó la separación de la radiotelevisión serbia en dos empresas: Radio-Televizija Srbije para Serbia y Radio-Televizija Vojvodine para la provincia de Voivodina. De ahí surgió un nuevo grupo que desde sus inicios cuenta con dos canales de televisión. El nuevo radiodifusor está obligado a dar servicio a las siete lenguas oficiales de la región.
En 2019, finalizó la construcción de una nueva sede en Mišeluk, donde se trasladaron la radio y la administración. La televisión se trasladó al nuevo edificio en enero de 2021.

## Servicios

### Radio
- Radio Novi Sad 1: Emisora generalista en serbio.
- Radio Novi Sad 2: Emisora generalista en idioma húngaro.
- Radio Novi Sad 3: Emisora alternativa con espacios para lenguas minoritarias.
- Oradio: Emisora juvenil digital.

### Televisión
- RTV 1 (PTB 1, en serbio)
- RTV 2 (PTB 2, en serbio y lenguas minoritarias)